# Перегрузочна
Перегру́зочна (рос. Перегрузочная) — селище у складі Верхньосалдинського міського округу Свердловської області.
Населення — 50 осіб (2010, 54 у 2002).
Національний склад населення станом на 2002 рік: росіяни — 91 %.